# Trigonodes lucasii
Trigonodes lucasii är en fjärilsart som beskrevs av Achille Guenée 1852. Trigonodes lucasii ingår i släktet Trigonodes och familjen nattflyn. Inga underarter finns listade i Catalogue of Life.